# توم جاكسون (ممثل)
توم جاكسون هو مغني وممثل كندي، ولد في 27 أكتوبر 1948 في كندا.

## وصلات خارجية
- توم جاكسون على موقع IMDb (الإنجليزية)
- توم جاكسون على موقع ميوزك برينز (الإنجليزية)
- توم جاكسون على موقع قاعدة بيانات الفيلم (الإنجليزية)